# Áldott a gyermek
Az Áldott a gyermek (eredeti cím: Bless the Child) egy 2000-ben bemutatott amerikai horrorfilm Chuck Russell rendezésében. A produkció főszerepében Kim Basinger, Jimmy Smits, Rufus Sewell és Christina Ricci.
A film premierjét az Egyesült Államokban 2000. augusztus 11-én mutatták be. Magyarországon nem vetítették a mozikban, hanem DVD-n jelent meg először 2002. március 19-én. A produkció kritikailag és kereskedelmileg is bukás volt. Basinger alakítását Arany Málna díjra jelölték legrosszabb színésznő kategóriában, amit végül Madonna nyert meg A második legjobb dolog című filmjéért.

## Cselekmény
Maggie O'Connor, a New York-i pszichiátriai ápolónő örökbefogadja Codyt a húgától, Jennától, egy hajléktalan heroinfüggőtől. Maggie maga neveli Codyt, és a kislány autizmus jeleit mutatja. A nő beíratja a kislányt egy speciális igényű katolikus iskolába Brooklynban, ahol az apácák észreveszik, hogy Cody valószínűleg telekinetikus képességekkel rendelkezik.
Eközben gyermekrablások és gyilkosságok sorozata sújtja a várost, amelynek ügyét John Travis, az FBI különleges ügynöke kapja meg. A holttesteken okkult jelek vannak, és az áldozatok mindegyike Cody születési dátumával és életkorával azonos. Maggie a kórházban találkozik Cherivel, egy fiatal heroinfüggővel, aki titokzatos luciferi tetoválást visel, és ismeri Jennát. Cheri arra kéri Maggie-t hogy védje meg Codyt, mert a kislány különleges. Amikor Maggie és Cody megállnak egy templomban, Maggie megdöbben, amikor Cody jelenlétében az összes gyertya meggyújtja magát.
Maggie hazatérve a józan Jennába és újdonsült férjébe botlik. A férfi, Eric Stark, Codyért jött, és mikor Maggie nem adja nekik vissza a kislányt, elrabolják. Maggie feljelentést tesz a rendőrségen, és Travis ügynök érdeklődik az ügy iránt. Maggie megpróbál többet megtudni Eric szervezetéről, az Új Hajnal Alapítványról, és ellátogat az egyik központjukba. Cheri ezt követően kapcsolatba lép Maggie-vel, és elmagyarázza, hogy korábban tagja volt az Új Hajnalnak, amely valójában egy luciferi szekta fedőszervezete, amelynek élén Eric áll. Elmondja, hogy a szekta nemrégiben hatéves gyerekeket kezdett el rabolni, és teszteknek vetette alá őket; akik megbuktak, azokat meggyilkolták, amit Cheri "az ártatlanok lemészárlásának" nevez. Cheri azt állítja, hogy Codyt arra rendelték, hogy szentté váljon, aki Istenhez vezeti majd az embereket, amit Eric megpróbál meghiúsítani.
Egy csoport szektatag üldözőbe veszi Cherit, miután megadja Maggie-nek Eric címét, és lefejezik a metróban. Maggie felkeresi a címet, ahol szembeszáll Erickel, de leszerelik. Mikor a nő magához tér, egy autó kormányánál tér magához, és a híd oldalának ütközik. Egy titokzatos idegen segít neki pillanatokkal azelőtt, hogy az autó a folyóba zuhan. Eközben Eric megpróbálja arra kényszeríteni Codyt, hogy nézze végig, ahogy meggyőz egy csavargót, hogy öngyilkosságot kövessen el önégetéssel. Cody azonban elfújja a gyufát, ezért Eric dühösen élve elégeti a férfit. Jennát eközben heroinnal tartják fogságban.
Maggie visszaszerzi Codyt, és egy jezsuita pap sürgetésére Rosa nővér vermonti zárdájába veszik az irányt, azonban a szektások újból elrabolják a kislányt. Maggie Travis ügynök segítségét kéri, akivel betörnek Eric házába, de túlerővel kerülnek szembe. Maggie az erdőbe menekül, és eljut egy elhagyatott templomba, ahol a szekta fekete misére készül. Maggie leszúrja Ericet, aki aztán lelövi őt, amikor megpróbálja megmenteni Codyt. Hirtelen három fénygömb jelenik meg a templomban, és Maggie golyó okozta sebei rejtélyes módon begyógyulnak. A rendőrség rajtaütést hajt végre a templomon, Travis pedig végez Erickel.
Jenna rehabilitációra kerül, így Maggie legálisan is örökbefogadja Codyt. Travis és Maggie Codyval misére indulnak, mikor egy szektatag követi őket, és merényletet tervez a kislányon. Cody megfordul, körülötte kardot viselő angyalok szobrai, és rábámul a férfira. A férfi döbbenten megtorpan, eldobja a kést és elmenekül.

## Szereplők
| Szerep                | Színész           | Magyar hangja      |
| --------------------- | ----------------- | ------------------ |
| Maggie O'Connor       | Kim Basinger      | Kovács Nóra        |
| John Travis ügynök    | Jimmy Smits       | Kőszegi Ákos       |
| Cody O'Connor         | Holliston Coleman | Patkó Csenge       |
| Eric Stark            | Rufus Sewell      | Csankó Zoltán      |
| Jenna O'Connor        | Angela Bettis     | Kisfalvi Krisztina |
| Cheri Post            | Christina Ricci   | Molnár Ilona       |
| Frank Bugatti nyomozó | Michael Gaston    | n.a                |
| Rosa nővér            | Lumi Cavazos      | n.a                |
| Dahnya                | Dimitra Arliss    | n.a                |
| Stuart                | Eugene Lipinski   | Rosta Sándor       |
| Maria                 | Anne Betancourt   | Koffler Gizella    |
| Grissom tiszteletes   | Ian Holm          | Kajtár Róbert      |
| Joseph nővér          | Helen Stenborg    | n.a                |

## Fogadtatás
A film nagyon gyengén szerepelt a kritikusok körében. A Rotten Tomatoeson 3%-os minősítést ért el 112 értékelés alapján, az összefoglaló szerint: „Az Áldott a gyermek elpazarolja tehetséges szereplőit egy olyan cselekményre, amely inkább akaratlan nevetésre, mint borzongásra késztet.” Dave McRoy a Seattle Timestól azt írta: „Egy bibliai "thriller", amely annyira kiszámítható és képtelen, hogy minden érintettet a gyóntatószékbe kellene száműzni a bűneiért.” Peter Howell a Toronto Startól azt írta: „Áldott a gyermek. De átkozott a film.” Elvis Mitchell a New York Timestól azt írta: „Annyi más film származékának tűnik, hogy meglepő, hogy nem kell a forrásokat feltüntetni, ahogy a hip-hop művészek teszik, amikor dalokat mintáznak.”
A MetaCritic 17 pontot adott a 100-ból 27 vélemény alapján. Lawrence Toppman a Charlotte Observertől azt írta: „A film kissé átlagon aluli. A cselekmény nem mindig áll össze.” Jonathan Foreman a New York Posttól azt írta: „Többnyire nevetséges, de időnként hatásos.”
A produkció veszteséges lett. A Box Office Mojo szerint 65 millió dolláros költségvetésből készült, amire 40,4 millió dolláros bevételt ért el.

## Fontosabb díjak és jelölések
- 2001-es Arany Málna-gála: legrosszabb színésznő – Kim Basinger (jelölés)
- 2001-es Young Artist Awards: legjobb fiatal színésznő – Holliston Coleman (jelölés)